# 盛小云
盛小云（1969年—），女，汉族，江苏苏州人，中华人民共和国评弹演员，中国曲艺家协会副主席、江苏省曲艺家协会主席、中国文联委员，中国民主促进会，第十一、十二、十三届全国政协委员。

## 生平
2008年，当选第十一届全国政协委员，代表文化艺术界，分入第二十八组。2018年1月，当选第十三届全国政协委员。